# ケヴィン・ケナー

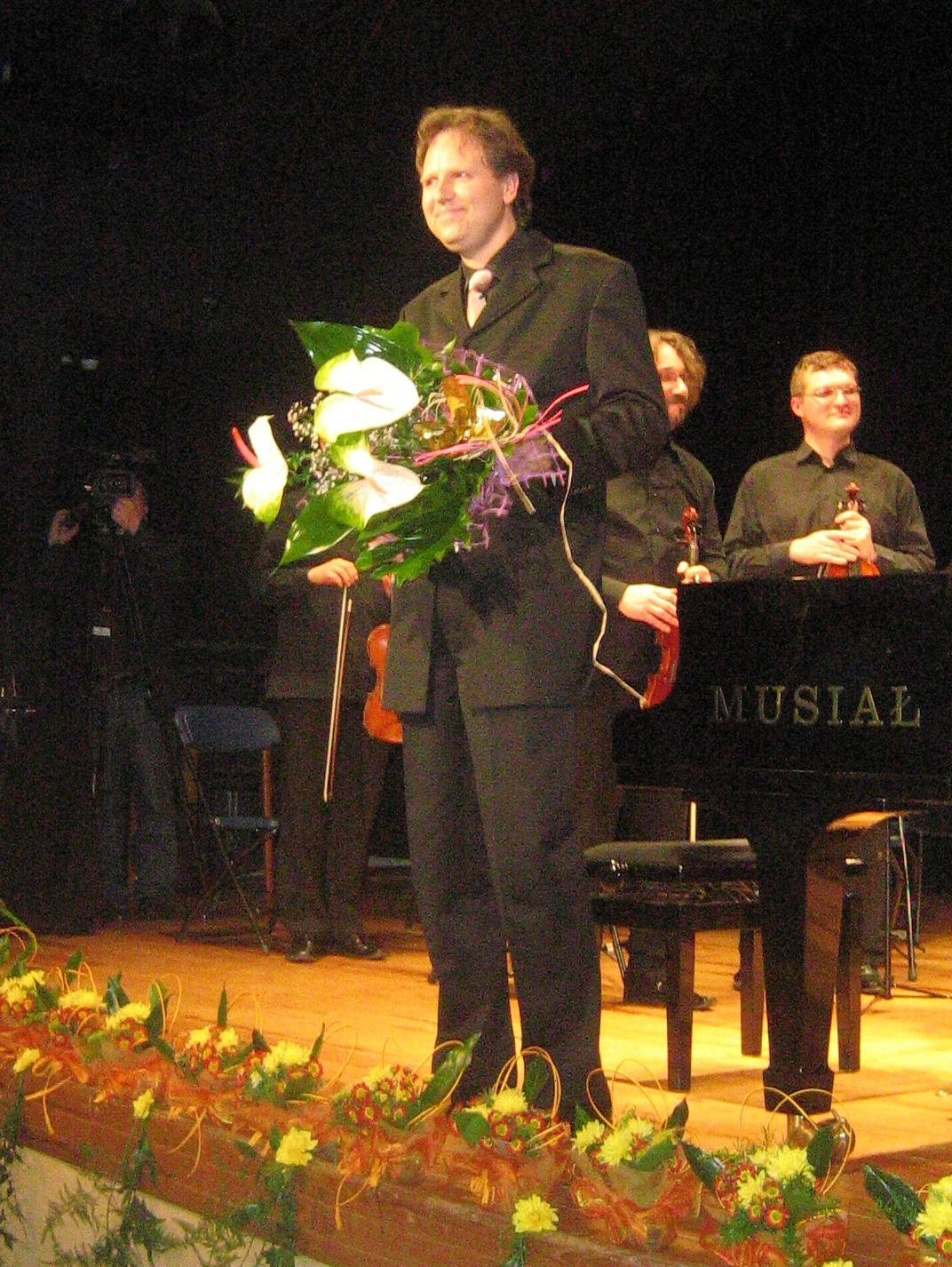
ケヴィン・ケナー (2009年)

ケヴィン・ケナー（Kevin Kenner、1963年 - ）は、アメリカ合衆国出身のピアニスト。

## 経歴
1963年にアメリカ合衆国カリフォルニア州生まれ。1989年のヴァン・クライバーン国際ピアノコンクール、1988年のジーナ・バッカウアー国際ピアノコンクールに入賞。1990年にチャイコフスキー国際コンクール第3位に入賞、同年にショパン国際ピアノコンクール（ワルシャワ）で最高位の第2位（併せて聴衆賞、ポロネーズ賞の受賞）入賞。3年で4つのメジャー国際コンクールへ入賞したアメリカ人ピアニストは彼が唯一のケースである。
ポーランド・クラクフと、イギリス・ロンドンに住居を持ち、ロンドン王立音楽大学で教鞭もとる。ヤマハのマスタークラスの公開レッスンに招聘されたりと、世界各地で演奏活動や指導を行っている。現在はショパンのピアノ協奏曲の室内楽版の校訂者として知られている。

## コンクールの舞台裏
中村紘子の著作によれば著者が審査員として参加した1990年のショパン国際ピアノコンクールにおいて、一次審査で圧倒的に美しい音色と叙情性で審査員と聴衆を虜にし「これですでに1位はもう決まりだ」と思わずつぶやいた審査員もいたほどで2次審査では会場が期待と熱気で溢れ返っていたが、期待に十分応える演奏ではなく、さらにセミファイナル、ファイナルと回を重ねるごとに演奏に精彩を欠いていき、傍目にもドラキュラに血を抜かれたようで真っ青で痩せ細り明らかにコンディションが悪い状態であった。聞くところによると彼は胃腸が弱く、この時食物もうけつけない状態であったとのこと。結果として1位を取る事ができなかった。チャイコフスキー国際コンクールでは3位入賞であったが、この時は激しい下痢に襲われやっとの思いで弾きとおしたとのこと。中村は体力にさえ恵まれていたなら演奏家としてもっと大きな活躍ができたかもしれないのに本当に残念と慨嘆する。

## ディスコグラフィー
- ショパン:ピアノ協奏曲第1番・第2番(CCCD)
- ラヴェル:ピアノ作品集
- ショパン:24の前奏曲&4つのスケルツォ
- ショパン：バラード（全曲）、舟歌、ノクターン20番(2006)